# モンソン
モンソン （Monzón）は、スペイン・アラゴン州ウエスカ県のムニシピオ（基礎自治体）。

## 歴史
イスラム支配時代のモンソンは、ウエスカのバヌ・サブリット家、サラゴサのバヌ・カシ家の間で領有が争われていた。11世紀にはバヌ・フド家に属していたとみられるモンソンを、1083年にエル・シッドが奪った。レコンキスタ時代、キリスト教国軍はサラゴサ太守国とリェイダ太守国の往来を遮断する目的でモンソン征服を狙った。
サンチョ・ラミレスの長男ペドロ王子（のちのペドロ1世）は、1089年にモンソンを征服した。13世紀から17世紀にかけ、モンソンはテンプル騎士団との関係、そしてアラゴン王国の議会（Corz d'Aragón、コルテスとも）の中心的役割から顕著な存在であった。アラゴン王国に属する地方は、それぞれ議会の開催地となった（中世の議会は、各地を巡回して行われた）。しかしモンソンが、アラゴン王国の首都サラゴサとカタルーニャ君主国の首都バルセロナの中間に位置することから、議会が頻繁に開かれた。
収穫人戦争の最中の1642年、カタルーニャ＝フランス連合軍によって陥落した。

## 人口
| モンソンの人口推移 1900－2010                           |
|                                                         |
| 出典:INE（スペイン国立統計局）1900年 - 1991年、1996年 - |

## 史跡
- サンタ・マリーア・デ・ロメラル・デ・モンソン大聖堂（Catedral de Santa María del Romeral） - バルバストロ＝モンソン司教座の聖堂。
- モンソン城（Castillo de Monzón） - 10世紀に建てられたアラブ人の城。1089年にモンソンがサンチョ・ラミレスによって征服された際、キリスト教徒のものとなった。1143年からテンプル騎士団の所有となり、彼らの手によって城壁や塔が付け加えられた。ハイメ征服王は、幼少時代にこの城に預けられ、騎士団に教育された。

## ギャラリー
- モンソン城
- サンタ・マリーア・デ・ロメラル・デ・モンソン大聖堂

## 著名な出身者
- コンチータ・マルティネス - 元プロテニス選手

## 姉妹都市
- バルセロナ、スペイン
- ミュレ、フランス